# Vernusse

Vernusse este o comună în departamentul Allier din centrul Franței. În 1 ianuarie 2022 avea o populație de 150 de locuitori.